# 越佐大橋シリーズ
『越佐大橋シリーズ』（えつさおおはしシリーズ）は電撃文庫から出版されている成田良悟のライトノベル作品である。イラストは、ヤスダスズヒト。各タイトルの意味は動物の鳴き声を指す。
2011年現在、全5巻（内外伝1巻）で一端シリーズを終了しているが、作者の言によれば、「気分次第で同一舞台での新作を書く可能性もある」としている。本編4巻は「葛原宗司三部作」として銘打たれている。

## ストーリー
佐渡と新潟の間にかけられた世界一巨大な橋「越佐大橋」と、その中央部に造られた巨大な「人工島」。レジャー施設を兼ね備えた観光スポットになる筈だった橋と島は、不景気や様々な要因によって計画が断念され、完成直前になって打ち捨てられた。やがて時が流れ、そこには犯罪者や居場所をなくした流浪人などが移り住むようになっていく。これはそんな日本であって日本でない、危険な無法地帯を舞台にした、番犬、猟犬、狂犬、島を巣食う「ネズミ」達、狂人や暇人、殺人鬼達の物語である。

## 登場人物

### 西区画
狗木誠一（くぎ せいいち）
幼馴染みの少女に連れられ興味本位で越佐大橋を訪れた際、悲運にも島内組織の抗争に遭遇し、流れ弾によって少女が死んでしまう。その現実を受け入れられずに島内を彷徨っていたところをイーリーに保護され、西の組織の一員となった。それから5年を経てイーリーの恋人と言う立場を手に入れ、若くして組織の幹部となる。物静かで冷静沈着な性格だが、内心では幼馴染みの少女の死のトラウマを抱えていて、狂気的な一面も。戌井隼人には何故か近親憎悪のような感情を抱いており、戌井が絡む事件には必要以上に執着する。
葛原宗司（くずはら そうじ）
西の組織の抱える自衛団のリーダー。誠実・硬派・屈強な男で、島内のヒーロー。顔以外の全身を真っ黒な防弾繊維で覆っており、手の平で銃弾を受け止めることができる作中最強の人物。元警察官で、自身の撃った跳弾によって幼い女の子の命を奪ってしまった過去のトラウマから越佐大橋に移り渡ってきた。
『デュラララ!!』の竜ヶ峰帝人のクラスの風紀委員・葛原の弟であり、同シリーズの葛原金之助とは親戚同士。
霧野夕海（きりの ゆあ）
地下街の飯塚食堂で働いている天真爛漫な女の子。亡き父親が越佐大橋の設計士だったこともあり、島の地図を完成させることが目標。只でさえ複雑な島内は、住人達のバリケードや抗争による爆発等によって日々通行可能な道が変化しており、探検してそれらを書き記すのが彼女の日課となっている。そのため島内の抜け道にも最も精通しているが、地図作りのためであれば危険な最下層への出入りも躊躇わないため、葛原や食堂の女将を常に心配させている。
嬰椅麗（エイ イーリー）
西組織の当主の娘。組織の幹部も務める、冷たい美貌の少女。西の魔女とも呼ばれる策士家。母親がイギリス人のため青い瞳を持つ。人工島を彷徨っていた狗木誠一を保護し、組織に迎えた。彼を恋人にしたのは様々な思惑によるものだったが、個人的にも何らかの感情を抱いている様子。
嬰麗凰（エイ リーファン）
西組織の当主の息子。イーリーの腹違いの兄。組織の幹部だったが父親の死後は後を継ぎ、西区画の当主となった。非情で冷酷な性格だが、自身の調子を狂わせる能天気な女性は苦手。その筆頭であるシャーロットととある事件で知り合い、その後（自分では認めていないが）彼女のことが気になっている。
嬰麗蕾（エイ リーレイ）
西組織の当主の娘。リーファン・イーリーの妹で、イーリーとは母親が同じ。昼寝好きで可愛い物に目がない、白い花の髪飾りと目の下の隈が特徴の可愛らしい少女だが、組織の中では暗殺を担当している。高い身体能力を持ち、鉄パイプを愛用の武器としている。本人によると、鉄パイプが無いと手加減が出来ないらしい。
嬰大人（エイ ターレン）
西区画を仕切る組織の当主。イーリー、リーファン、リーレイの父。
瀏太飛（リュウ タイフェイ）
西区画の幹部。情報収集担当。のんびりした口調の、穏健な中立派。食べ物に目がなく、非常に肥えている。
フェイ
リーレイと同じ白い花の髪飾りが特徴のリーレイの世話役の少女（リーレイよりも年下）。幼少時に喉を潰されてしまったので口を聞く事が出来ない。手話でコミュニケーションを取る。
老師（ろうし）
リーレイやリーファンの師匠。人の殺し方と壊し方を知っている。

### 東区画
ギータルリン
東区画を仕切るマフィアのボス。名乗るごとに名前が毎回変わるが、その珍妙で長ったらしい名前には必ず『ギータルリン』という単語がはいっているので、皆からはギータルリン、あるいは単にボスと呼ばれている。別名「東の暇人」「東の変態」。片言の日本語を話す、何を考えているか分からない能天気そうな男だが、腹の中は決して見せない不気味な面もある。常に二人の美女を両脇に従えているが、実は彼女たちは護衛部隊が傍にいない時のためのプロの弾除けである。著者の他シリーズ作品にも「ギータルリン」の名前は登場しており、何らかの関連性がうかがえる。
砂原潤（さはら じゅん）
東区画の護衛部隊の隊長。人工島の最古参の一人。父親は人工島を海に浮かせるためのエンジンの技師で、そのエンジンに巻き込まれて死亡した。そのため「父は島のエンジンと一つになった」と解釈しており、島のエンジン、ひいては島全体を守り抜くと心に誓っている。普段は長い前髪で目元を隠した、オドオドした頼りない少女だが、武器である二本の軽量化チェーンソーを使うときは狂ったように明るい性格に変貌する。驚異的な動体視力があり、身体能力も猫のようにしなやかで素早い。本人は「猫」に、二本のチェーンソーは「猫の爪」にしばしば例えられる。
チェーンソーを武器にしているのは、彼女のモチベーションの引き金になるのが「エンジン」とその音だからで、チェーンソーを手にしていなくともエンジンの音を耳にしただけでも性格は豹変する。戌井に好意を寄せている節があるが、本人もそれがどんな種類の感情なのか解っていない。
八十島美咲（やそじま みさき）
不運の申し子といわれるほど不運な少女。「ミス・アンラッキー・アンド・ノーフォーチュン」。島外の出身だが、父親の借金のカタとして東区画のカジノバーで働くこととなった。よくカジノ強盗に人質にされる。その度に潤や護衛部隊に救われて、今では潤の数少ない親友となっている。いたって普通の一般市民であり、カジノに来るお偉方の前ではいつも小さくなっているが、追いつめられると身の危険を忘れて大胆な発言をすることもある。
グレイテスト張（グレイテスト チャン）
護衛部隊の副隊長。地下プロレスのチャンピオン。「島で一番強いのはだれか？」という問いに名が挙がるほどの強者で、豪傑を絵に描いたような男。葛原に劣らないほどの巨体。短気な性格で、ちゃらんぽらんなギータルリン相手によくキレている。
雪村ナズナ（ゆきむら なずな）
護衛部隊の一人。ショートヘアの、サバサバした性格の少女。日本刀使いで、居合の達人。孤児の少女たちを引き取って育てている反面、依頼されれば人殺しであっても容赦なく行う非情な面もある。雨霧八雲に好意を抱かれており、本人も八雲に少しずつ肯定的な感情を抱いている。
カルロス
護衛部隊の一人。浅黒い肌にタレ目の優男で、ナンパ好き。体中に銃を仕込んでいる。狙撃の名手で、グラスからはみ出たチェリーのヘタだけ遠方から打ち抜く事ができる。
カルロスの父親はバッカーノ!のガンマン、アンジェロではないかと思われるが詳細は不明。
リリ
護衛部隊の一人。下はジーパンなのに、何故か上半身はボンデージルックというSM女。二児の母らしい。雨霧八雲曰く「護衛部隊の中ではまだ話が通じる方」（その他で話が通じるのは潤とカルロスくらいらしい）。
源さん（げん）
護衛部隊の一人。サングラスをかけた初老の男性。様々な武器を隠し持っている。戦力としては頼りになるが、女子供どころか味方にも容赦はなく、事あるごとにめんどくさがって味方ごと手榴弾で吹き飛ばそうとする異常者である。
ミィ
護衛部隊の一人。笑い上戸。笑いながら安全ピンで人の目玉を抜くらしい。
ゴロー
護衛部隊の一人。モヒカンにして四番バッター。武器はバット。
円（まどか）
護衛部隊の一人。数字使い。延々と円周率を数えている。武器はボウリングの球。
稲嶺光（いなみね ひかる）
地下カジノのオーナー。
竹獅子勘十郎（たけしし かんじゅうろう）
潤の家の隣にあるラーメン屋の親父。通称「竹さん」。ラーメンの味は絶品。戌井隼人相手でも容赦なく怒声を上げる人物で、「島で一番強いのは誰か？」という問いに何故か名が挙がる。

### 最下層&その他の住民
戌井隼人（いぬい はやと）
髪を七色に染め、目は左右違う色のコンタクトレンズを入れ、耳にはいくつもの安全ピンでピアスをしている。25歳。通称「虹色頭」。アクション映画が好きで、アクションヒーローを連想する派手な体術・銃術を身につけている。自分の窮地すら楽しんでしまう快楽主義者的な困った性格だが、一時期は島の最下層をそれなりに秩序あるところまでまとめ上げたキレ者でもある。島へ来る前は紛争地域で戦争に荷担しており、彼の所属する勢力が負けて政権を奪われたため、大量殺人者として国際指名手配されている。その後も山賊・盗賊まがいの事をしていた。狗木誠一には運命的な親近感の様なものを感じており、ことあるごとに命を狙ったり、逆に海賊に誘ったりしている。
ケリー・ヤツフサ
移動ラジオ局「蒼青（そうせい）電波」(通称「ぶるぶる電波」)の二代目局長であり、ラジオ番組のDJでもある赤い目の女性。いつもは、青いサングラスをかけている。自分の個性というものを否定しており、やたらと口調が変わる。その変貌していく口調は、彼女曰く他人の真似にすぎないらしい。自分を最下層から買い上げてDJとしての仕事を教えてくれた一代目局長・八房という男を真似て、「ヒャハハハハハ」という個性的な笑い方をする。葛原に出会い好意を持ち始め、後に彼と恋人関係となる。その為彼が「悪夢」に唸される事を知るただ一人の人物であり、彼女自身も彼と接する時のみ自身の「個性」を見せる。
子城彼方（ねじろ かなた）
両親の手により幼くして島に捨てられた少年。似た境遇の少年少女を集めて『ラッツ』という集団をつくっている。通称「ネジロ」。金島銀河の目論みに荷担していた事があり、その件で制裁を加えられ、両足を折られる。そのまま捨てられていたところを、夕海に助けられた。それ以降、車椅子で生活している。
金島銀河（かなしま ぎんが）
葛原が警察を辞めた事件の当事者であり、その際片腕を失ったため、葛原への復讐を生き甲斐としている。歪んだ天才。頭もキレルが身体能力もなかなかのものである。一度は義手をつけたが作中で砂原潤のチェンソーに切り落とされてしまった過去があり、一見しただけではそれとは解らない程、精巧な義手をつけ直している。その中にはあらゆるものが仕掛けられており、銃やナイフも内蔵されている。整形を繰り返して何度も顔を変えていた。
雨霧八雲（あまぎり やくも）
島内最恐の殺人鬼。もはや伝説的存在であり、その存在を架空のものだと思っている人間もいるが、その正体は純白のゴシックな衣装の裾を返り血で染めた白髪の青年。思考のスピードが格段に速く、常人の数秒が、彼にとっては数分に値する。その調整によって周囲の世界の時間認識をコマ送りで捉えることができ、数々の殺人、また護身を可能にしている。元は島外出身の普通の少年だったが、自分の脳内が常人と違うことを科学者に指摘されてからは、自分が正常なのか異常なのか分からなくなり、逃げるように島にやってきた。その後、強盗に襲われ反撃したところから殺人鬼と呼ばれることになる。戌井隼人が恐怖心を抱くほど強い。常に「自分がまともである」ことを立証しようと思考しているが、彼の思考は驚異的に早いため、話す事柄が周囲の状況と合っていないことが多く、誤解されやすい。猫好きで、ダンスが得意。リーレイとは昼寝仲間。島外ではダンス大会での優勝経験もあった。幾度も戦闘を繰り返す内、護衛部隊の雪村ナズナに恋心を抱いている。
バネ足ジョップリン
雨霧八雲と並ぶ、島内の都市伝説的存在。その正体は島の内外から島を見守る人々が、とあるシステムでつながったもの。システムを作り上げた脳幹と呼ばれる存在がいる。
シャーロット・リバプール
姉弟探偵の年子の姉。通称「シャル」。島で消息を絶った父親の後を追って、島へ住み着いた。探偵としての能力は下の下の下。しかし弟にはバカにされながらも、まれに驚愕すべき観察力を見せ、作中で弟に扮した金島銀河を目の虹彩の違いで見抜いた事がある。クールでニヒルな探偵を気取ってはいるが、もともとが天然な性格なため、弟に心配をかけてばかりいる。
シャーロック・リバプール
姉弟探偵の年子の弟。シスコン。様々なコネがあり、能天気な姉を守るため、また生活費を稼ぐために情報屋まがいの仕事もしている。姉弟の名はシャーロキアンだった父親につけられた。本人は名前にコンプレックスを抱いている。
Gさん
スリ師。スリ師のGさんと呼ばれている。スリだけで生計を立てており、戌井隼人からも何度か財布をせしめたことがあるらしい。
ヤマト
本土と島を行き来する運び屋。

## 刊行
- バウワウ! Two Dog Night ISBN 4840225494
- Mew Mew! Crazy Cat's Night ISBN 4840227306
- がるぐる! Dancing Beast Night<上> ISBN 4840232334
- がるぐる! Dancing Beast Night<下> ISBN 4840234310
- 5656! Knights' Strange Night ISBN 4048673467